# 太子伋
太子伋（たいしきゅう、紀元前?年 - 紀元前701年）は、衛の宣公の子。伋子（急子）とも呼ばれる。
太子伋の妻となるため衛に迎えられた斉の公女・宣姜は、その美貌のため伋の父である宣公が先に娶ってしまった。宣公と宣姜の間に2人の子供が生まれ、伋の母で宣公の先妻であった夷姜は、宣公の寵愛を失ったため首を吊って自殺してしまう。そして正妻となった宣姜は息子の公子朔と共謀し、邪魔になった伋を排除しようとあらぬ疑いをかけ宣公に讒言した。実は宣公の方でも太子から女を奪ったということもあり、ちょうど廃嫡したかったので、伋を斉へ使いに出したついでに盗賊に殺させることにした。このとき宣公は白旄を持っている者を殺せと盗賊に命じた。
一方、宣姜の長男である公子寿はこのことを太子伋に密告し、国を去ることを勧めた。しかし伋がそれを拒んだため、公子寿は伋の出立前に酒を飲ませておき、伋の身代わりとなるべく白旄を持って莘（しん、衛の国境の地）へ向かった。盗賊は白旄を見て伋だと思い、公子寿を殺した。遅れてやってきた伋は「お前たちが狙っているのはこの私だ」といい、彼も盗賊に殺された。これによって宣公は寿の弟である公子朔を太子に立てた。

## 参考資料
- 『春秋左氏伝』（桓公十六年）
- 司馬遷『史記』（衛康叔世家第七）